# Maud von Rosen
Maud von Rosen, née le 24 décembre 1925 à Stockholm, est une cavalière suédoise de dressage. 

## Carrière
Elle est médaillée de bronze de dressage par équipe aux Jeux olympiques de 1972 à Munich ainsi qu'aux Championnats d'Europe de dressage en 1971 à Wolfsbourg.

## Famille
Elle est la nièce de Clarence von Rosen, Jr. et la petite-fille de Clarence von Rosen.